# Helmuth Groscurth

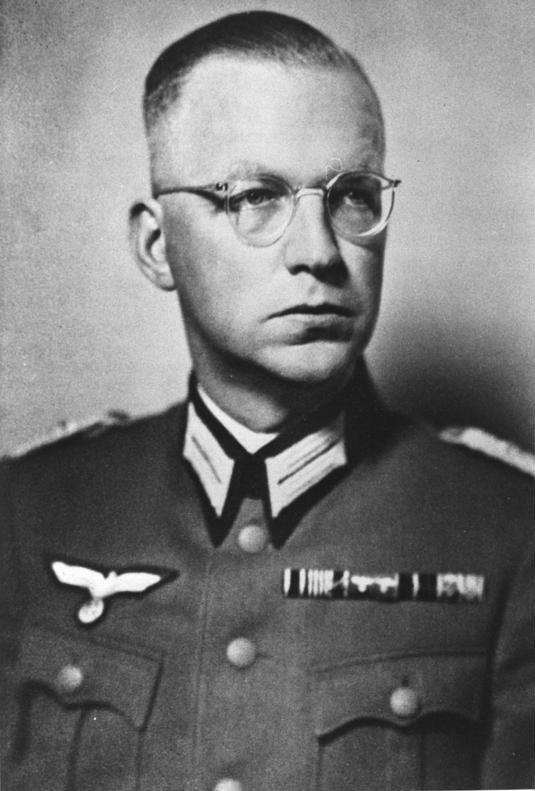
Överste Helmuth Groscurth, 1941

Helmuth Groscurth, född 16 december 1898 i Lüdenscheid, Westfalen, Tyskland, död 7 april 1943 i sovjetisk krigsfångenskap, var en tysk officer inom Wehrmacht och motståndsman mot nationalsocialismen.
Groscurth var 1941 förste generalstabsofficer vid 295:e infanteridivisionen. I slutet av augusti nämnda år, två månader efter inledandet av Operation Barbarossa, Nazitysklands angrepp på Sovjetunionen, fick Sonderkommando 4a inom Einsatzgruppe C order om att arkebusera 90 judiska barn i Bila Tserkva i Ukraina. Groscurth protesterade med emfas mot detta och tog kontakt med fältmarskalk Walter von Reichenau, överbefälhavare för tyska 6:e armen. von Reichenau visade sig dock oförstående, och menade att barnen måste undanröjas. På eftermiddagen den 22 augusti genomfördes massmordet under SS-Standartenführer Paul Blobels befäl. En av dem som deltog vid massakern var SS-Obersturmführer August Häfner.
1942 var Groscurth generalstabschef för elfte armékåren vid Stalingrad. Efter slaget vid Stalingrad hamnade Groscurth i rysk krigsfångenskap; i början av april 1943 dog han i fläcktyfus.

### Fotnoter
1. ↑  ”Paul Blobel & Babi Yar” Arkiverad 6 mars 2016 hämtat från the Wayback Machine. — The Nizkor Project